# Tortura no Brasil

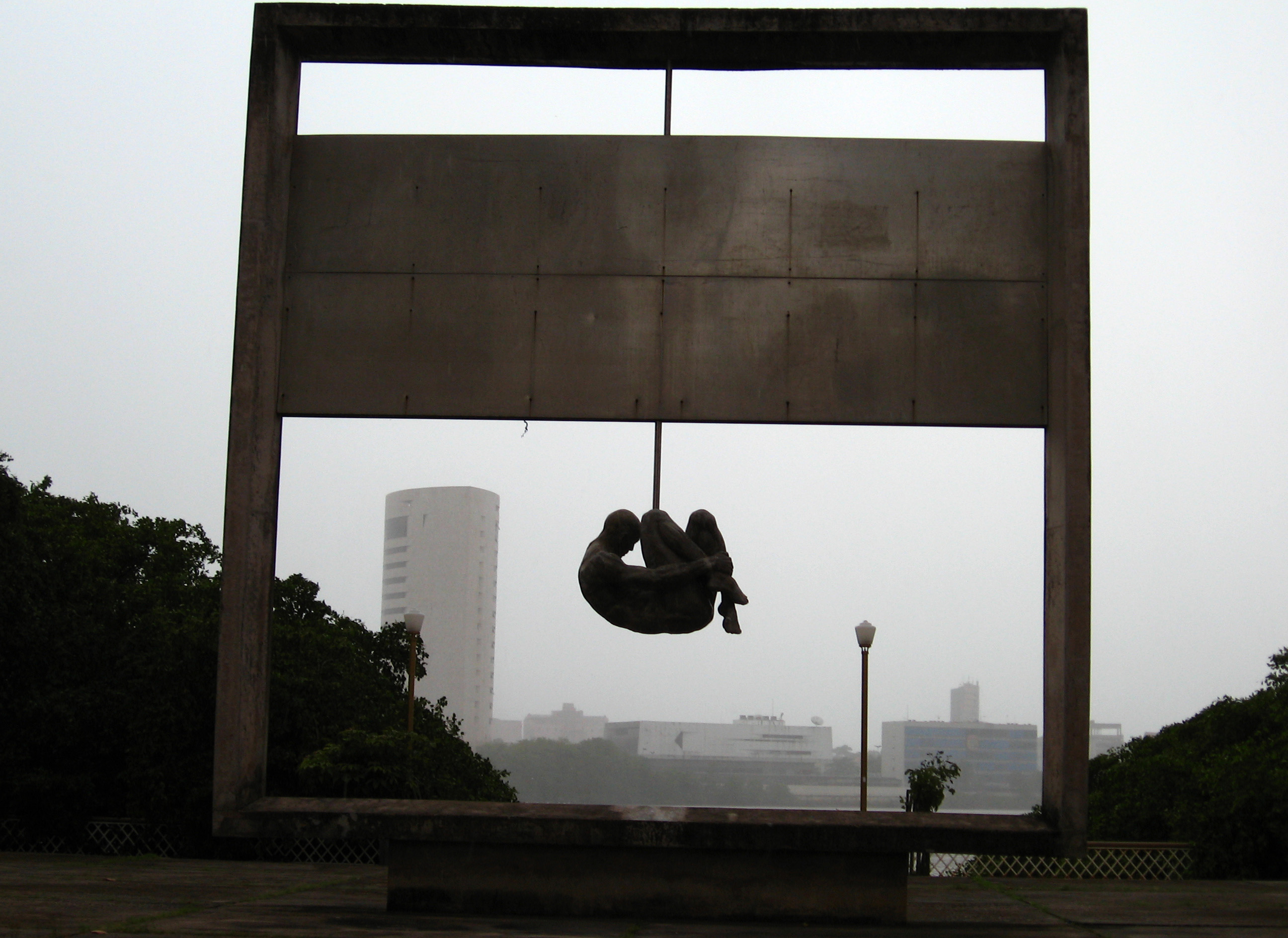
O Monumento Tortura Nunca Mais, no Recife, foi o primeiro monumento construído no país em homenagem aos mortos e desaparecidos políticos brasileiros, e apresenta o corpo de um homem nu em posição da tortura de pau de arara.

No Brasil, o uso da tortura - seja como meio de obtenção de provas através da confissão, seja como forma de castigo a prisioneiros - data dos tempos da Colônia. Legado da Inquisição, a tortura nunca deixou de ser aplicada no Brasil durante os 322 anos de período colonial e nem posteriormente, nos 67 anos do Império e no período republicano.
Durante os chamados anos de chumbo, assim como na ditadura Vargas (período denominado Estado Novo, em alusão à República Velha, que findava), houve a prática sistemática da tortura contra presos políticos - aqueles considerados subversivos e que, alegadamente, ameaçavam a segurança nacional.

## Primeira República
Em 1910 a Liga dos direitos do homem enviou ao governo de Hermes da Fonseca uma carta de protesto contra a tortura, tratamento desumano e assassinato de prisioneiros da Revolta da Chibata. 16 dos 17 companheiros de cela de João Cândido, líder da revolta, morreram no seu cárcere na Ilha das Cobras.
Nos períodos de estado de sítio de 1922 a 1927, a repressão às revoltas tenentistas e outros dissidentes resultou em novas denúncias de tortura, inclusive contra alguns indivíduos de posição social relativamente alta, como no caso do comerciante Conrado Niemeyer. Associados a este caso, o fabricante de fogos de artifício Narciso Ramalheda teria sido espancado na 4.ª Delegacia Auxiliar do Rio de Janeiro para confessar que fabricava dinamite para os militares conspiradores. O caso de Conrado Niemeyer, que morreu em custódia policial, foi mais tarde investigado, o que Everardo Dias atribuiu à sua posição social, pois numerosos deserdados e operários receberam tratamento equivalente. Autor de Bastilhas Modernas: 1924-1926, ele descreveu torturas como "pontapés, bofetadas, palmatória, o cano de borracha, as espetadas com faca, as queimaduras, as salas molhadas, dias a fio, e as pancadas contínuas sobre o coração".  O historiador Hélio Silva caracterizou "o cano de borracha, a água fria, o isolamento, subnutrição e os maus tratos, de toda a hora" como a "página negra da reação legalista" contra a Revolta Paulista de 1924.

## Ditadura militar

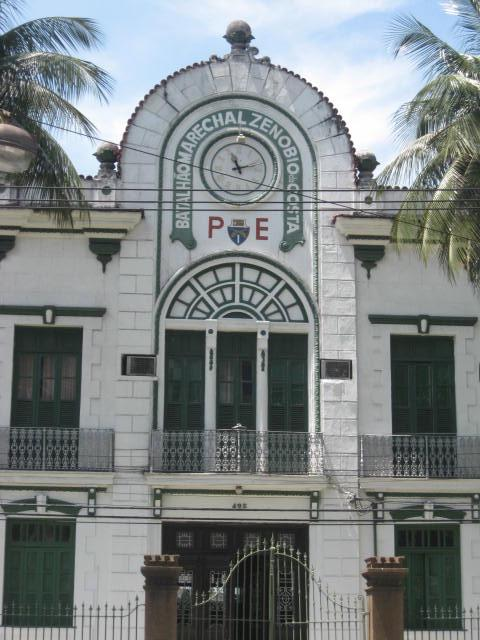
Quartel do 1º B.P.E. sede do DOI-CODI Rio de Janeiro, usado como centro de tortura durante a ditadura militar.

Durante o regime militar de 1964, os torturadores brasileiros eram, em sua grande maioria, militares das forças armadas, em especial do exército. Os principais centros de tortura no Brasil, nesta época, eram os Destacamentos de Operações de Informação - Centros de Operações de Defesa Interna (DOI/CODI), órgãos militares de defesa interna. No ano de 2006, Carlos Alberto Brilhante Ustra, coronel do Exército Brasileiro e ex-chefe do DOI/CODI de São Paulo, respondeu por crime de tortura em tribunal militar.
Mas havia também torturadores civis, que atuavam sob ordens dos militares. Um dos torturadores mais famosos e cruéis foi Sérgio Paranhos Fleury, delegado do Departamento de Ordem Política e Social (DOPS) de São Paulo, que se utilizava de métodos brutais - e, por vezes, letais - para conseguir as confissões de seus suspeitos, à revelia de seus chefes. Segundo o relatório "Brasil: Nunca Mais", pelo menos 1 918 prisioneiros políticos atestaram ter sido torturados entre 1964 e 1979 (15 de março de 1979 era a data-limite do período a ser investigado). O documento descreve 283 diferentes formas de tortura utilizadas na época pelos órgãos de segurança.
No final dos anos 1960 e início dos anos 1970, as ditaduras militares do Brasil e de outros países da América do Sul criaram a chamada Operação Condor para perseguir, torturar e eliminar opositores. Receberam o apoio de especialistas militares norte-americanos ligados à Agência Central de Inteligência (CIA), que ensinaram novas técnicas de tortura para obtenção de informações. A Escola das Américas, instalada nos Estados Unidos, foi identificada por historiadores e testemunhas como um centro de difusão de técnicas de tortura. O americano Dan Mitrione foi um dos enviados americanos que, posando como agente da Embaixada Americana no Brasil, treinou policiais brasileiros em técnicas de tortura "científicas" para a obtenção de informações de suspeitos presos. Ele se utilizava de mendigos para dar demonstrações de suas técnicas. A história de Mitrione no Brasil foi objeto do filme Estado de Sítio, de Costa-Gavras. 
Com a redemocratização, em 1985, cessou a prática da tortura com fins políticos. Mas as técnicas foram incorporadas por muitos policiais, que passaram a aplicá-las contra os presos comuns, suspeitos ou detentos, principalmente quando negros e pobres, ou, nas áreas rurais, indígenas. Entre as principais técnicas de tortura aplicadas no período, podem ser citadasː o afogamento, a cadeira do dragão (espécie de cadeira elétrica), espancamentos, soro da verdade (droga injetável que deixa a vítima em estado de sonolência), a geladeira (pequena caixa em que a vítima era confinada e sofria com oscilações extremas de temperatura e barulhos perturbadores) e pau de arara. 

### Treinamento em técnicas de tortura
As técnicas de tortura utilizadas no Brasil, ao contrário da ideia de que seriam improvisos dos que aplicam a tortura, têm, na verdade, estreita conexão com técnicas desenvolvidas através de experimentos como os do Projeto MKULTRA. Técnicas trazidas para o Brasil e América Latina, através de treinamento e treinadores americanos, estão contidas nos Manuais KUBARK utilizados para treinamento de militares e agentes de segurança brasileiros na Escola das Américas além de em outros programas de intercâmbio.
Vários militares e agentes de segurança do Brasil receberam treinamento na Escola das Américas, cujo nome foi modificado para Instituto do Hemisfério Ocidental para a Cooperação em Segurança. Vários membros da força policial brasileira foram treinados por especialistas em tortura que vieram para o Brasil com o objetivo de difundir os métodos e meios de interrogatório compilados pela CIA.
Foi o caso do conhecido Dan Mitrione. Em meados dos anos 1960, Mitrioni foi contratado pela Agência dos Estados Unidos para o Desenvolvimento Internacional (USAID) para treinar as polícias do Brasil e do Uruguai, ensinando métodos de tortura que espalharam, no Brasil e no Uruguai, mais violações de direitos humanos e brutalidade policial. Alguns documentos liberados pelo governo americano sobre as atividades de Mitrione na América do Sul estão arquivados pelo projeto The National Security Archive.
A recente liberação pelo governo americano de uma lista parcial de nomes de participantes nos treinamentos da Escola das Américas revelou também o fato de que militares brasileiros treinaram e participaram de tortura, inclusive no Chile. A organização Observador da Escola das Américas, desde 1983, pesquisa informações sobre países que enviam pessoal para treinamento na Escola das Américas e publica nomes de treinandos, fazendo campanha pelo fechamento da chamada "Escola de Assassinos", atualmente intitulada "Instituto do Hemisfério Ocidental para a Cooperação em Segurança" (Western Hemisphere Institute for Security Cooperation, em inglês).

### Tipos de tortura
A lista das tortura mais utilizadas no Brasil e Uruguai na altura incluiam:
- Pau-de-arara - prisioneiro nu com pulsos atados aos tornozelos é pendurado no ar durante horas (variações Galeto - sobre fogueira; e Hidráulica - pano embebido em água na boca);
- Banho Chinês - Imersão em balde de água;
- Choques elétricos - choques em zonas sensíveis; No Rio de Janeiro, São Paulo e Montevideu usa-se a moca de pilhas elétricas introduzida da vagina das mulheres e ânus dos homens;
- Cadeira do dragão prisioneiro é sentado em cadeira com assento metálico fazendo passar eletricidade;
- Golpes - o prisioneiro é repetidamente agredido; (versão Suspensão - suspenso pelos pés, o prisioneiro é agredido; ou versão Palmatória - o prisioneiro é repetidamente agredido nas mãos e palmas dos pés);
- Queimaduras - dos cigarros a instrumentos de soldar;
- Lata de Conservas - Prisioneiro descalço sobre latas de conservas abertas;
- Equilíbrio - Equilíbrio numa só perna aguentando pesos;
- Sódio-Pentotal - o soro da verdade;
- Solitário - cela muito pequena, sem luz;
- Bem como ainda: Santinho ou Estaca; Ferrinhos; Torturas sexuais; Nó Corredio nos Testículos.

## Nova República
Após a ditadura militar brasileira, ainda é comum serem relatados casos de tortura no Brasil. Foram registradas na Secretaria Nacional de Direitos Humanos 466 denúncias de tortura contra a população carcerária em 2013. Para a sua tese de mestrado, a socióloga do Núcleo de Estudos da Violência da Universidade de São Paulo (USP), Maria Gorete Marques acompanhou 181 agentes do Estado que estavam sendo processados por tortura e concluiu que 70% deles não foram punidos.
Segundo a socióloga, "Os policiais desconstroem a acusação, dizem que a vítima já veio com as lesões, transferindo a autoria para terceiros." A média de denúncias recebidas pelo Conselho Nacional de Justiça (CNJ) em 2013 era de 36 denúncias por mês sobre tortura e maus-tratos contra presos. No Ministério da Justiça, era 130.
Segundo o juiz Luciano Losekann, do Monitoramento do Sistema Carcerário, "Ocorre, em geral, em ambientes fechados, longe dos olhos de testemunhas ou com a temerosa cumplicidade de agentes públicos." Wilde Tayler, vice-diretor do Subcomitê de Prevenção à Tortura da ONU, disse que "Parece que há sempre uma desculpa para os hematomas – tem muita gente caindo da escada. (…) Algumas coisas que vi no Brasil eu não esperava ver nos países mais severamente subdesenvolvidos." Juliano Breda, presidente da OAB-PR disse que o Ministério Público e o Poder Judiciário são responsáveis pelos casos de tortura no Brasil, por não se aprofundarem nas investigações.
Segundo levantamento feito em 2010 pela professora Nancy Cardia, do Núcleo de Estudo da Violência da USP, 52,5% da população concordava que um tribunal poderia aceitar provas obtidas através de tortura. Em 1999, 71,2% da população tinha o mesmo raciocínio.
"A tortura no (Sic)País é cultural, generalizada e sistemática. Começou no período da escravidão e se mantém até hoje (…)  A vocação brasileira para a tortura se solidificou porque os torturadores não são punidos."— Margarida Pressburger, integrante do Subcomitê da Organização das Nações Unidas (ONU), 2016
Segundo José de Jesus Filho, assessor jurídico da Pastoral Carcerária Nacional, "Quem investiga é a própria polícia ou funcionários dos presídios. Muitas vezes, é o torturador quem leva a vítima para o exame de corpo de delito, e os médicos que fazem os laudos se omitem." O deputado Marcelo Freixo (PSOL) criou através de lei o Comitê de Prevenção à Tortura no Estado. O intuito é monitorar presídios, delegacias, manicômios e unidades socieducativas.

### Legislação brasileira
De acordo com a Lei 9 455, de 7 de abril de 1997, constitui, crime de tortura: 
"Constranger alguém com emprego de violência ou grave ameaça, causando-lhe sofrimento físico ou mental; 
Submeter alguém, sob sua guarda, poder ou autoridade, com emprego de violência ou grave ameaça, a intenso sofrimento físico ou mental, como forma de aplicar castigo pessoal ou medida de caráter preventivo".
São causas de aumento da pena as consequências em relação ao cargo, função ou emprego público. O crime é inafiançável e não passível de graça ou anistia, devendo, a pena, ser cumprida em regime fechado, salvo a hipótese do artigo 1º § 2º, que impõe uma pena inferior àquele que se omite em face da tortura de terceiro.